# Cryptus tuberculatus
Cryptus tuberculatus är en stekelart som beskrevs av Johann Ludwig Christian Gravenhorst 1829. Cryptus tuberculatus ingår i släktet Cryptus och familjen brokparasitsteklar. Arten är reproducerande i Sverige. Inga underarter finns listade i Catalogue of Life.